# Belgische federale verkiezingen 1971
De Belgische federale verkiezingen van 1971 vonden plaats op zondag 7 november. Tegelijk met het parlement (Kamer en Senaat) werden de negen provincieraden verkozen en (als eerste en enige keer) de Brusselse Agglomeratieraad en de vijf randfederatieraden.
De Leuvense kwestie leidde tot de splitsing van de christendemocratie in twee afzonderlijke partijen. Later zullen ook de andere partijen die weg op gaan, totdat België in 1978 geen unitaire partijen meer kent.
De politieke chaos lijkt wel weerspiegeld in de verkiezingsuitslagen. Door het uiteenvallen van de unitaire partijen is de versplintering eensklaps veel groter geworden. Bij de Kamerverkiezingen komen de Nederlandstalige en Franstalige vleugels van de unitaire partijen elk voor zich op in hun eigen taalgebied. Om het allemaal nog ingewikkelder te maken komen de unitaire partijen in Brussel nog steeds in unitaire formatie op. Dat laatste kan ook gezegd worden wanneer het gaat om de verkiezingen voor de Senaat. 
Tussen de vele uitslagen valt wel op dat de Franstalige communautaire partijen RW en FDF grote winsten kunnen boeken.
De verkiezing volgde ook op de eerste staatshervorming, die de cultuurgemeenschappen oprichtte. De nieuw verkozen parlementsleden zetelden vanaf nu dus ook in de cultuurraden: op 7 december 1971 vond de openingszitting van de Cultuurraad voor de Nederlandse Cultuurgemeenschap plaats.

## Uitslagen
Aantal ingeschreven kiezers: 6.271.240
| Partij | Partij             | Kamer van volksvertegenwoordigers | Kamer van volksvertegenwoordigers | Kamer van volksvertegenwoordigers | Kamer van volksvertegenwoordigers | Kamer van volksvertegenwoordigers | Senaat    | Senaat | Senaat | Senaat | Senaat |
| Partij | Partij             | Stemmen                           | %                                 | %                                 | Zetels                            | Zetels                            | Stemmen   | %      | %      | Zetels | Zetels |
| ------ | ------------------ | --------------------------------- | --------------------------------- | --------------------------------- | --------------------------------- | --------------------------------- | --------- | ------ | ------ | ------ | ------ |
|        | CVP                | 967 701                           | 18,32                             | +18,32                            | 40                                | +40                               | —         | —      | —      | —      | —      |
|        | BSP                | 623 395                           | 11,80                             | +10,67                            | 25                                | +25                               | 615 805   | 11,82  | +11,82 | 6      | +6     |
|        | VU                 | 586 917                           | 11.11                             | +1,32                             | 21                                | +1                                | 592 509   | 11,37  | +1,33  | 12     | +3     |
|        | PSB                | 549 483                           | 10.40                             | +10,4                             | 25                                | +25                               | 710 437   | 13,63  | +13,63 | 16     | +16    |
|        | PVV                | 392 130                           | 7,42                              | +7,42                             | 16                                | +16                               | —         | —      | —      | —      | —      |
|        | PSC                | 327 393                           | 6,20                              | +6,20                             | 15                                | +15                               | —         | —      | —      | —      | —      |
|        | RW                 | 306 606                           | 5,81                              | +2,89                             | 12                                | +6                                | —         | —      | —      | —      | —      |
|        | CVP-PSC            | 292 101                           | 5,53                              | -26,22                            | 12                                | -57                               | 1 547 853 | 29,70  | +2,90  | 34     | +5     |
|        | FDF-RW             | 286 639                           | 5,43                              | +5,43                             | 12                                | +12                               | 598 768   | 11,49  | +5,45  | 6      | +1     |
|        | PLP                | 275 776                           | 5,22                              | +5,22                             | 11                                | +11                               | —         | —      | —      | —      | —      |
|        | PSB (Bruxelles)    | 162 852                           | 3,08                              | +3,08                             | 7                                 | +7                                | —         | —      | —      | —      | —      |
|        | PVV-PLP            | 107 615                           | 2,04                              | -18,83                            | 4                                 | -43                               | 776 514   | 14,90  | -6,90  | 15     | -9     |
|        | Rode Leeuwen       | 104 040                           | 1,97                              | +1,08                             | 4                                 | +4                                | 97 371    | 1,87   | +1,87  | 0      | 0      |
|        | PC                 | 91 726                            | 1,74                              | +1,74                             | 4                                 | +4                                | —         | —      | —      | —      | —      |
|        | PLP (Bruxelles)    | 90 134                            | 1,71                              | +1,71                             | 3                                 | +3                                | —         | —      | —      | —      | —      |
|        | KP                 | 64 487                            | 1,28                              | +1,28                             | 1                                 | +1                                | —         | —      | —      | —      | —      |
|        | KPB-PCB            | —                                 | —                                 | —                                 | —                                 | —                                 | 106 799   | 2,05   | +2,05  | 1      | +1     |
|        | PLDP               | —                                 | —                                 | —                                 | —                                 | —                                 | 81 133    | 1,56   | +1,56  | 2      | +2     |
|        | UDP                | —                                 | —                                 | —                                 | —                                 | —                                 | 61 616    | 1,18   | +1,18  | 0      | +0     |
|        | Overige (<1%)      | 49 636                            | 0,95                              | —                                 | 0                                 | —                                 | 22 610    | 0,43   | —      | 0      | —      |
|        | Blanco en ongeldig | 459 637                           | 8,01                              | —                                 | —                                 | —                                 | 415 246   | 7,38   | —      | —      | —      |
| Totaal | Totaal             | 5 281 631                         | 100%                              | 100%                              | 212                               | 212                               | 5 626 661 | 100%   | 100%   | 106    | 106    |

## Verkozenen
- Kamer van volksvertegenwoordigers (samenstelling 1971-1974)
- Samenstelling Belgische Senaat 1971-1974
- Vlaamse Cultuurraad (samenstelling 1971-1974)
- Franse Cultuurraad (samenstelling 1971-1974)

## Regeringsvorming
Na de verkiezingen werd de regering-G. Eyskens V gevormd.